# Henry Ireton

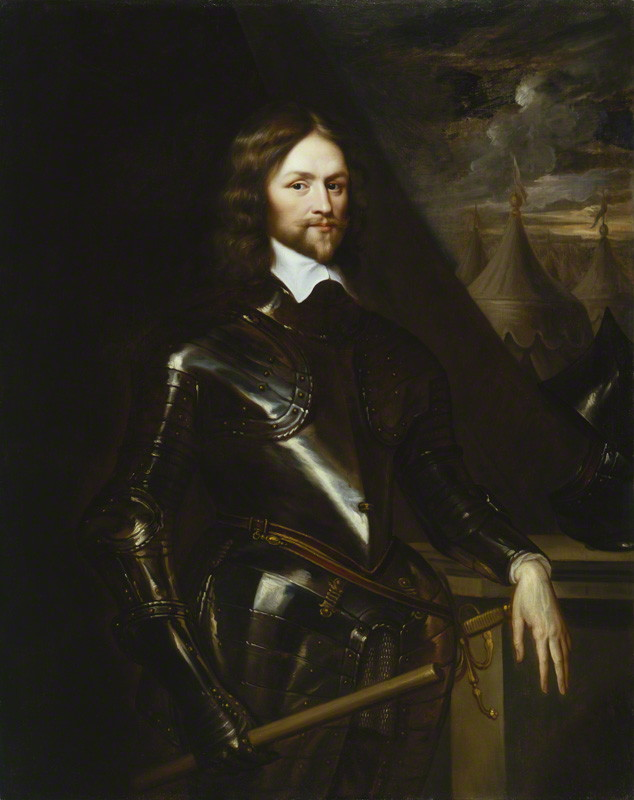
Henry Ireton

Henry Ireton (* 1611 in Attenborough, Nottinghamshire; † 26. November 1651 in Limerick) war Freund und Schwiegersohn Oliver Cromwells und General der Parlamentsarmeen im Englischen Bürgerkrieg.

## Leben
Ireton, ursprünglich ein Rechtsgelehrter, trat bei Ausbruch des Bürgerkriegs den Parlamentstruppen bei und kämpfte im Oktober 1642 in der Schlacht bei Edgehill und im Juli 1643 in der Schlacht von Gainsborough. Er wurde von Cromwell zum stellvertretenden Gouverneur der Insel Ely gemacht und diente unter Edward Montagu, 2. Earl of Manchester in der Yorkshire Kampagne und bei der zweiten Schlacht von Newbury.
Er befehligte den linken Flügel in der Schlacht von Naseby vom 14./15. Juni 1645, heiratete noch im Juni Bridget, eine Tochter Cromwells, und war fortan mit seinem Schwiegervater einer der höchsten Führer der Independenten und einer der einflussreichsten Agitatoren in der Armee. Er gehörte zu den Mitgliedern des Gerichtshofs, welcher 1649 das Todesurteil über König Karl I. fällte. Darauf ging er mit Cromwell nach Irland, welches sich für die Stuarts erhoben hatte.
Nachdem durch die strengsten und blutigsten Maßregeln binnen kurzer Zeit der größte Teil der Insel unterworfen worden war, überließ Cromwell, kurz nach der Eroberung Clonmels, das Kommando des Heers seinem Schwiegersohn. Dieser eroberte am 10. August 1651 Waterford und Ende Oktober 1651 Limerick, den wichtigsten Platz, der sich noch im Besitz der Iren unter Hugh O’Neill befand, einnahm. Ireton war zu zuversichtlich gewesen und hatte gemeint, Limerick und Athlone gleichzeitig erobern zu können, weshalb er die Truppen aufteilte. Zudem war eigentlich der Juni ein zu später Zeitpunkt im Jahr um eine Belagerung zu beginnen. Die Bevölkerung hatte unter Hunger und Seuchen zu leiden und seine Truppen waren für eine Reihe von unnötigen Grausamkeiten verantwortlich. Seine Kapitulationsbedingungen waren hart und er tötete sieben Hauptverantwortliche der Verteidiger. Er wollte auch O’Neill töten, scheiterte mit seinem Ansinnen jedoch am Widerstand seiner Offiziere, die O’Neill als Soldaten verehrten.
Schon wenige Tage nach diesem Sieg, am 26. November 1651, erlag Ireton einem Fieber. Cromwell ließ ihn zunächst in Westminster Abbey beisetzen. Iretons Witwe heiratete den General Charles Fleetwood, welcher nach Cromwells Tod eine bedeutende Rolle spielte.
Nach der Rückkehr der Stuarts und der Restaurierung der Monarchie wurde Iretons Leichnam am 28. Januar 1661 exhumiert und zusammen mit den Überresten Oliver Cromwells und John Bradshaws – der das Todesurteil gegen Karl I. verhängt hatte – nach Tyburn gebracht, um sie dort symbolisch hinrichten zu lassen. Die Körper der „Königsmörder“ wurden am Morgen des 30. Januars – genau 12 Jahre nach der Hinrichtung von Karl I. – in Ketten gelegt und aufgehängt. Am Abend des Tages wurden ihre Köpfe abgetrennt, auf Lanzen gespießt und vor der Westminster Hall ausgestellt, die Körper verscharrte man in einem Massengrab.
Henry Ireton galt als der leidenschaftlichste politische Kopf in der Armee, seine Fähigkeiten als Taktiker und Disputant waren aber begrenzt. Er war wahrscheinlich auch der Autor von The Solemn Engagement of the Army, das am zweiten Tag des Treffens von Armee und Parlament vom Juni 1647 allen Regimentern verlesen wurde. Dieses Werk war mehr als nur ein Manifest, es war eine bindende Verpflichtung für die Armee.